# أمامة (اسم)
أُمَامَة هو اسم علم مؤنث من أصل عربي، ومعناه هو القصد ولكن صارت صفة لثلاث مئة من الإبل.